# Topoloveni
Topoloveni (topoloˈvenʲ) er en by  i distriktet Argeș i Rumænien. Byen administrerer fire landsbyer: Boțârcani, Crintești, Gorănești og Țigănești. Den ligger i den historiske region Muntenien. Topoloveni ligger ved floden Cârcinov ved  nordenden af den Valakiske slette, ved overgangen til foden af Sydlige Karpater  Topoloveni ligger ca. 20 kilometer øst for distriktshovedstaden Pitești.
Det ældste dokument, hvori Topoloveni er nævnt, er dateret 19. juni 1421, under Radu 2. af Valakiet (en). Dens navn er afledt af et slavisk ord, topol', der betyder "popler". 
Byen har 9.373 (2021) indbyggere.